# Скотоводческая мыза

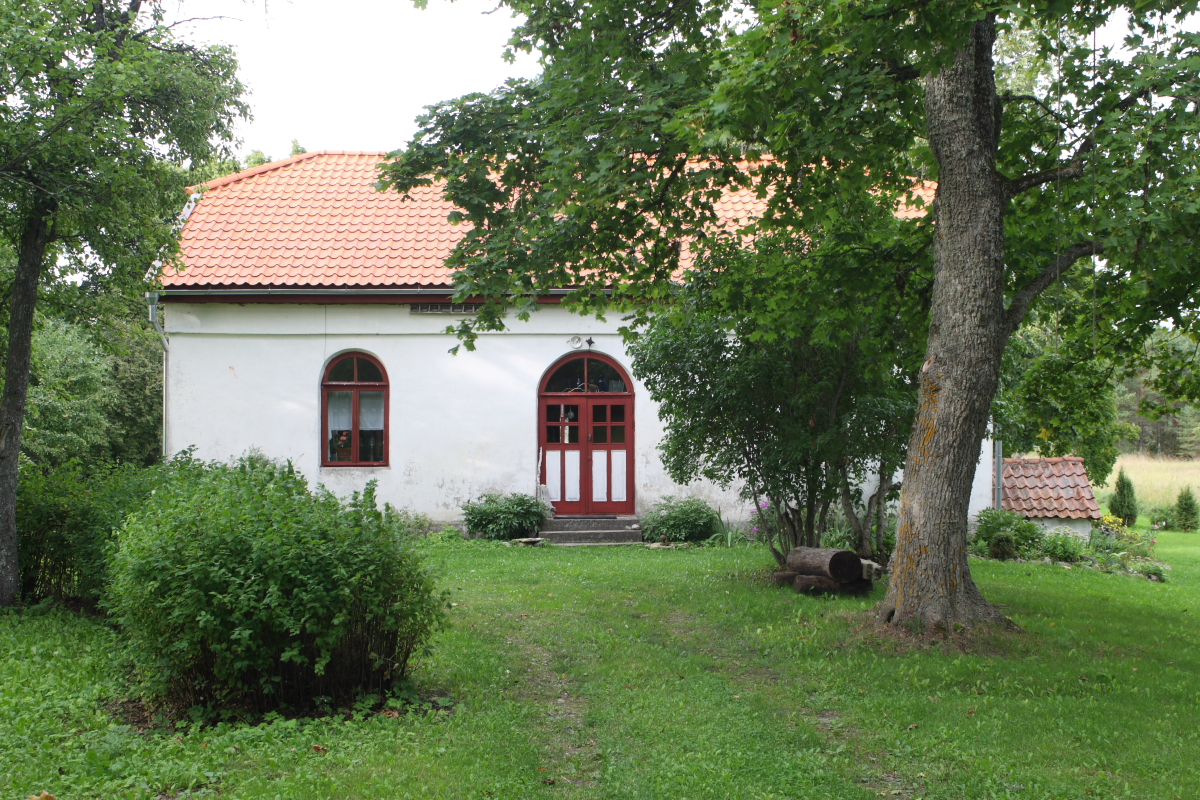
Скотоводческая мыза Пухту, Эстония

Скотово́дческая мы́за (нем. Hoflage, эст. karjamõis) — мыза, которая представляла собой расположенный недалеко от главной (рыцарской) мызы комплекс зданий и сооружений, где жила часть работников мызника и содержалась часть мызного скота или размещалось какое-либо производство.
В правовом отношении скотоводческая мыза не являлась самостоятельной хозяйственной единицей.
Как правило, по сравнению с главной мызой скотоводческие мызы имели более экономно построенные здания, и на них отсутствовали особняки. Иногда они не были постоянными, и было довольно относительным считать, какие расположенные в стороне от центра главной мызы строения и их скопления можно считать скотоводческой мызой, а какие — нет. В отличие от побочной мызы скотоводческая мыза не имела статуса рыцарской, поэтому не давала её владельцу дополнительных экономических и общественных прав и привилегий.
В Эстляндской и Лифляндской губерниях Российской империи скотоводческие мызы создавались с целью лучшей организации хозяйствования уже в XVII веке.
В XIX веке скотоводческие мызы стали сдавать в аренду, с конца столетия арендаторами зачастую были крестьяне.
На территории современной Эстонии в 1910 году насчитывалось около 500—700 скотоводческих мыз (так как такие мызы не были постоянным и определённым юридическим лицом, их точное количество подсчитать невозможно).